# Cisaat (Kadungora)
Cisaat is een bestuurslaag in het regentschap Garut van de provincie West-Java, Indonesië. Cisaat telt 4178 inwoners (volkstelling 2010).